# آرامگاه پیرعلمدار
آرامگاه پیرعلمدار مربوط به سدهٔ ۵ ه‍.ق است و در دامغان، خیابان ایستگاه راه‌آهن واقع شده و این اثر در تاریخ ۱۵ دی ۱۳۱۰ با شمارهٔ ثبت ۷۹ به‌عنوان یکی از آثار ملی ایران به ثبت رسیده‌است. این برج آرامگاهی از مجموعه مقبره‌های مازندران و گیلان است که دوران زیاری بنا شده‌اند.
این برج در شرق شهر دامغان در محلّهٔ خوریا نزدیک مسجد جامع و مدرسه حاج فتح علی‌بیگ (حوزه علمیه دامغان) واقع شده‌است.
این مقبره در سال ۴۱۷ هجری قمری به صورت برج مدور آجری با گنبد مخروطی پیازی شکل ساخته شد. ارتفاع این بنا ۱۳ متر، قطر داخلی آن ۵/۴ متر و شهرت آن به دلیل کتیبه‌ای زیبا با خط کوفی مشبک است. این ساختمان به سبک بنای چهل دختران ولی نه به ظرافت و زیبایی آن ساخته شده‌است. ساختمان مذکور مقبره محمد بن ابراهیم، پدر ابوحرب بختیار، ممدوح منوچهری دامغانی است. گنبد مذکور سابقاً ایوانی داشت که امروزه اثری از آن باقی نمانده‌است.

## نگارخانه

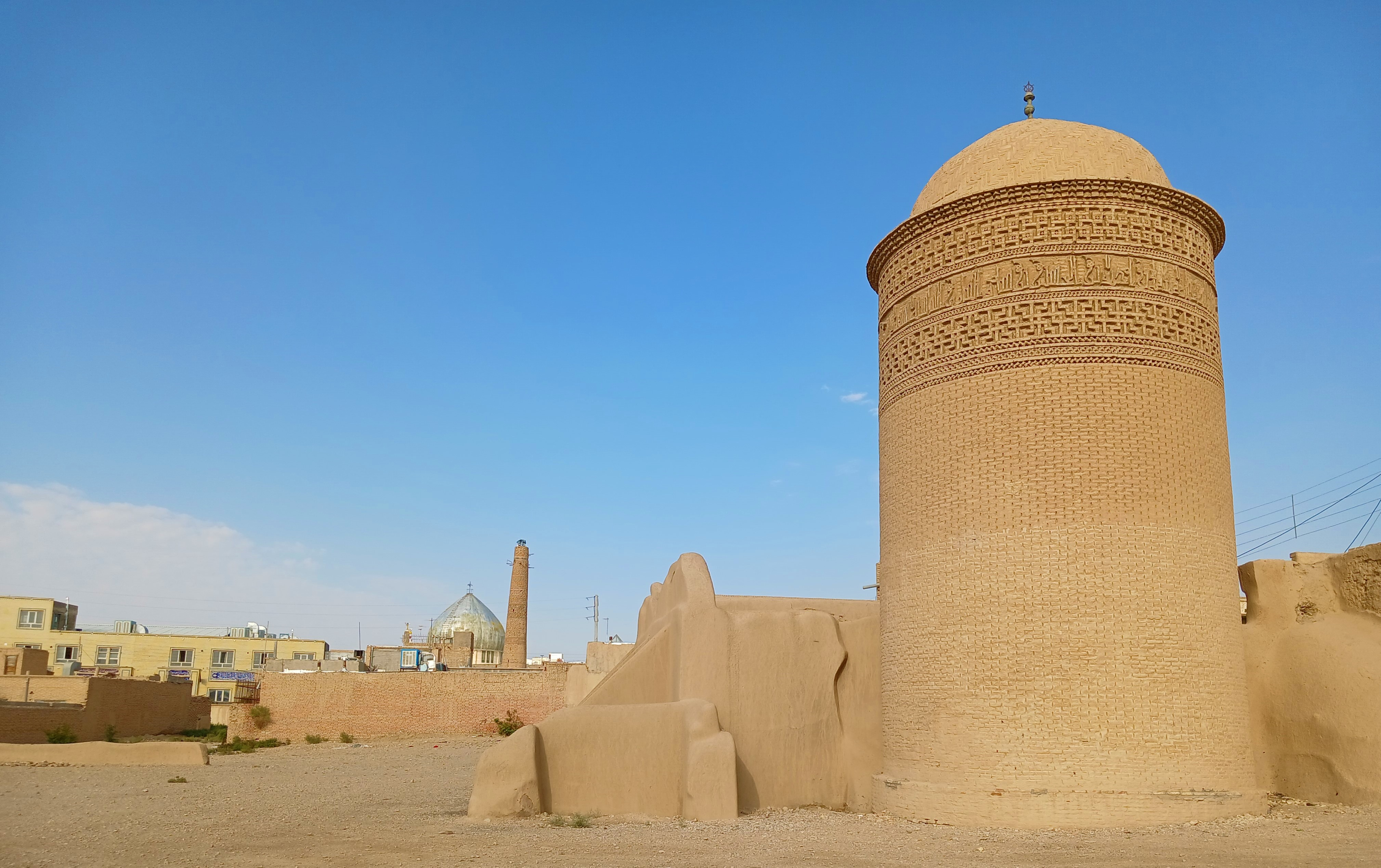
آرامگاه پیر علمدار و مناره مسجد جامع دامغان در یک قاب
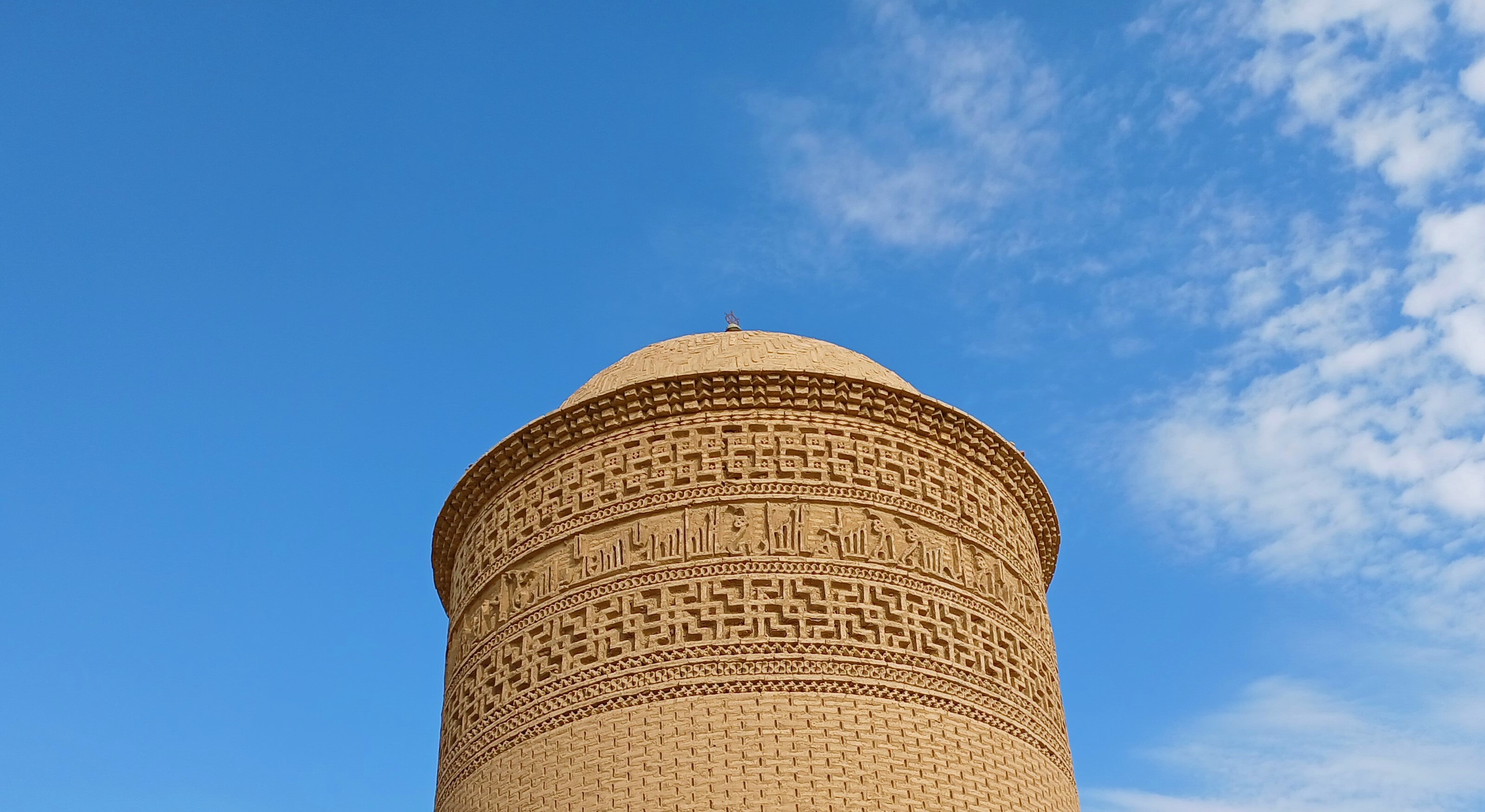
تزئینات آجرکاری و گره‌چینی دور گنبد آرامگاه
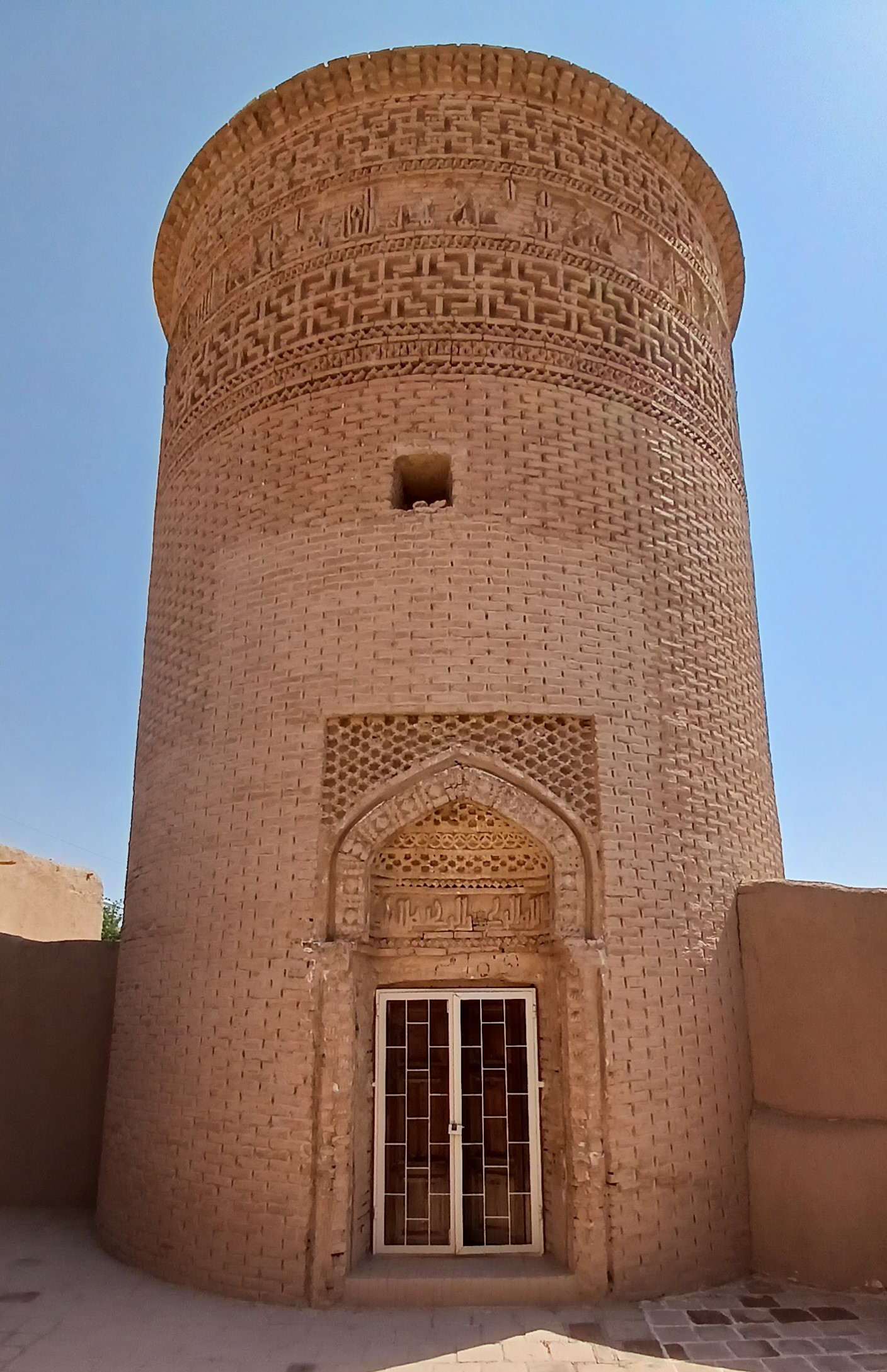
برج آرامگاه که شباهت زیادی به بنای آرامگاه چهل دختران دامغان دارد
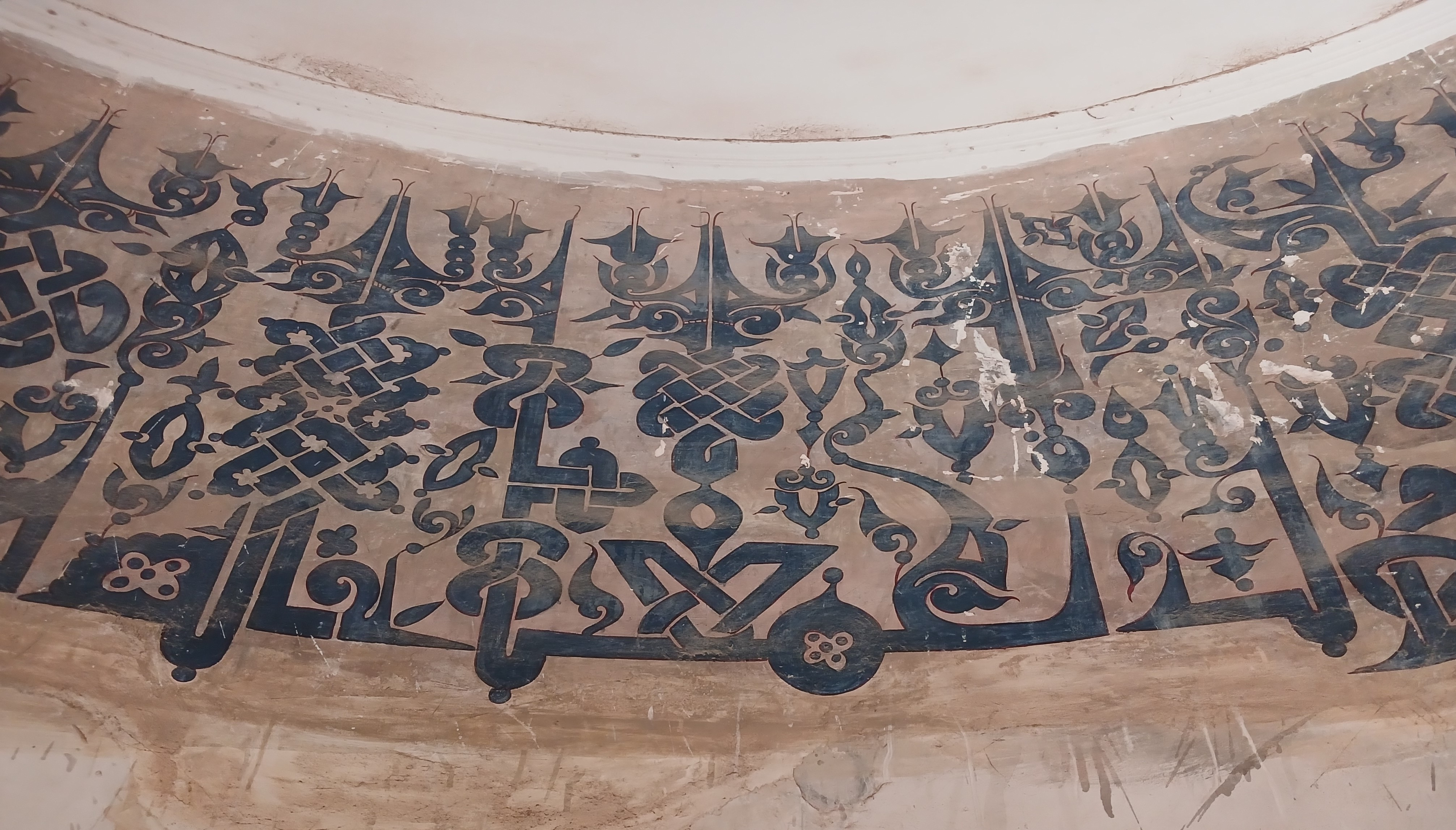
کتیبۀ کوفی درون آرامگاه که سوره ای از قرآن کریم را نشان می دهد و رنگش را در آن زمان از معادن لاجورد ولایت بدخشان مابین تاجیکستان و افغانستان امروزی بدست آورده بودند